# فهرست فرودگاه‌های اوکناگن

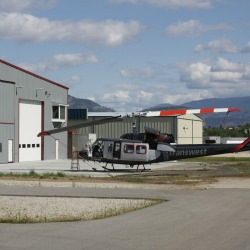
فرودگاه اولیور

این مقاله شامل فهرست فرودگاه‌های اوکناگن است.

## فرودگاه‌ها

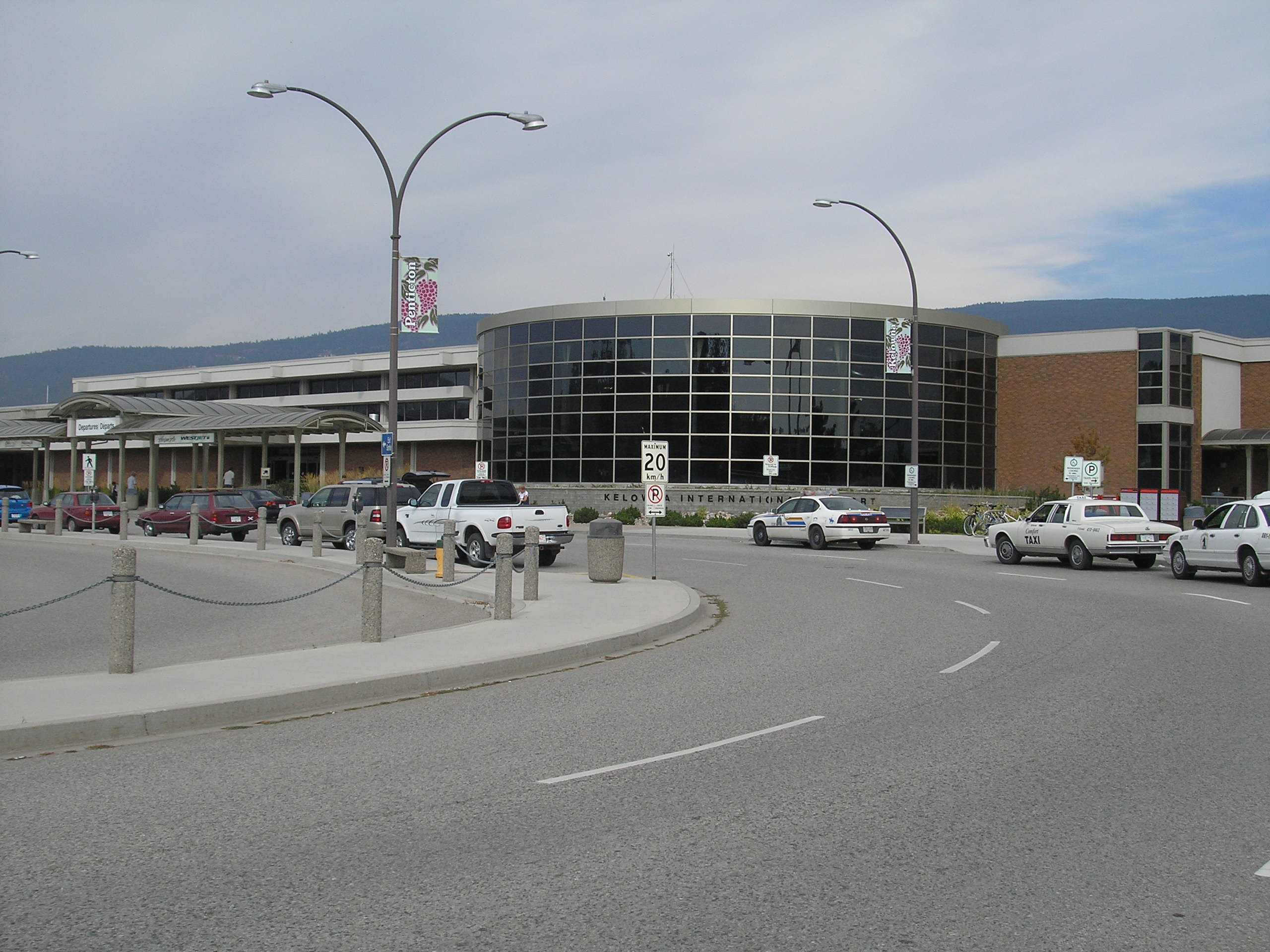
فرودگاه بین‌المللی کلونا

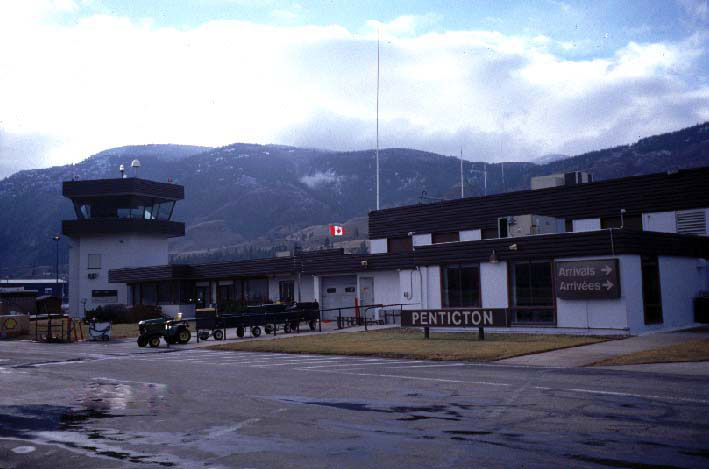
فرودگاه منطقه‌ای پنتیکتون

| نام فرودگاه                            | مکان      | نوع         | کاربری | ایکائو | TC LID | یاتا | مختصات                                                          | منبع(ها)    |
| -------------------------------------- | --------- | ----------- | ------ | ------ | ------ | ---- | --------------------------------------------------------------- | ----------- |
| Kelowna (Alpine) Heliport              | وست کلونا | بالگردگاه   | خصوصی  | none   | CAB7   | none | ۴۹°۵۲′۰۰″ شمالی ۱۱۹°۳۴′۰۰″ غربی / ۴۹٫۸۶۶۶۷°شمالی ۱۱۹٫۵۶۶۶۷°غربی | [ ۱ ]       |
| Kelowna (Wildcat Helicopters) Heliport | وست کلونا | بالگردگاه   | خصوصی  | none   | CWC2   | none | ۴۹°۵۲′۰۲″ شمالی ۱۱۹°۳۴′۴۶″ غربی / ۴۹٫۸۶۷۲۲°شمالی ۱۱۹٫۵۷۹۴۴°غربی | [ ۱ ]       |
| Kelowna (General Hospital) Heliport    | کلونا     | بالگردگاه   | خصوصی  | none   | CKH9   | none | ۴۹°۵۲′۲۷″ شمالی ۱۱۹°۲۹′۳۳″ غربی / ۴۹٫۸۷۴۱۷°شمالی ۱۱۹٫۴۹۲۵۰°غربی | [ ۱ ] [ ۲ ] |
| فرودگاه بین‌المللی کلونا                | کلونا     | فرودگاه     | همگانی | CYLW   | none   | YLW  | ۴۹°۵۷′۲۶″ شمالی ۱۱۹°۲۲′۴۰″ غربی / ۴۹٫۹۵۷۲۲°شمالی ۱۱۹٫۳۷۷۷۸°غربی | [ ۳ ] [ ۴ ] |
| Naramata Heliport                      | Naramata  | بالگردگاه   | خصوصی  | none   | CNM6   | none | ۴۹°۳۶′۱۰″ شمالی ۱۱۹°۳۴′۴۳″ غربی / ۴۹٫۶۰۲۷۸°شمالی ۱۱۹٫۵۷۸۶۱°غربی | [ ۱ ]       |
| فرودگاه اولیور                         | Oliver    | فرودگاه     | همگانی | none   | CAU3   | none | ۴۹°۱۰′۲۴″ شمالی ۱۱۹°۳۳′۰۴″ غربی / ۴۹٫۱۷۳۳۳°شمالی ۱۱۹٫۵۵۱۱۱°غربی | [ ۱ ] [ ۵ ] |
| فرودگاه اوسویوس                        | Osoyoos   | فرودگاه     | همگانی | none   | CBB9   | none | ۴۹°۰۲′۱۴″ شمالی ۱۱۹°۲۹′۲۰″ غربی / ۴۹٫۰۳۷۲۲°شمالی ۱۱۹٫۴۸۸۸۹°غربی | [ ۱ ]       |
| فرودگاه منطقه‌ای پنتیکتون               | پنتیکتن   | فرودگاه     | همگانی | CYYF   | none   | YYF  | ۴۹°۲۷′۴۷″ شمالی ۱۱۹°۳۶′۰۶″ غربی / ۴۹٫۴۶۳۰۶°شمالی ۱۱۹٫۶۰۱۶۷°غربی | [ ۱ ] [ ۶ ] |
| فرودگاه آبی پنتیکتون                   | پنتیکتن   | فرودگاه آبی | همگانی | none   | CAH8   | none | ۴۹°۲۷′۰۰″ شمالی ۱۱۹°۳۶′۰۰″ غربی / ۴۹٫۴۵۰۰۰°شمالی ۱۱۹٫۶۰۰۰۰°غربی | [ ۷ ]       |
| فرودگاه محلی ورنون                     | Vernon    | فرودگاه     | همگانی | CYVK   | none   | YVE  | ۵۰°۱۴′۴۶″ شمالی ۱۱۹°۱۹′۵۱″ غربی / ۵۰٫۲۴۶۱۱°شمالی ۱۱۹٫۳۳۰۸۳°غربی | [ ۱ ] [ ۸ ] |
| فرودگاه ورنون                          | Vernon    | فرودگاه آبی | خصوصی  | none   | CVW2   | none | ۵۰°۱۴′۳۷″ شمالی ۱۱۹°۲۰′۴۰″ غربی / ۵۰٫۲۴۳۶۱°شمالی ۱۱۹٫۳۴۴۴۴°غربی | [ ۷ ]       |
| فرودگاه وینفیلد واتر (وود لیک)         | Winfield  | فرودگاه آبی | همگانی | none   | CAY9   | none | ۵۰°۰۳′۰۰″ شمالی ۱۱۹°۲۴′۰۰″ غربی / ۵۰٫۰۵۰۰۰°شمالی ۱۱۹٫۴۰۰۰۰°غربی | [ ۷ ]       |